# 承聖
承聖（552年十一月—555年四月）是南朝梁政權梁元帝蕭繹的年号，共计2年餘。
梁元帝554年逝世，555年梁敬帝萧方智即位沿用到本年四月。

## 纪年
| 承聖 | 元年  | 二年  | 三年  | 四年  |
| ---- | ----- | ----- | ----- | ----- |
| 公元 | 552年 | 553年 | 554年 | 555年 |
| 干支 | 壬申  | 癸酉  | 甲戌  | 乙亥  |

## 参看
- 中国年号索引
- 同期存在的其他政权年号
  - 天正（552年四月—553年七月）：南朝梁政權武陵王萧紀的年号
  - 天保（550年五月—559年十二月）：北齊政权北齊文宣帝高洋年号
  - 大定（555年正月—562年正月）：西梁政權梁宣帝蕭詧的年号
  - 和平（551年—554年）：高昌政权年号
  - 建昌（555年—560年）：高昌政权麴寶茂年号
  - 開國（551年—568年）：新羅真興王的年號